# Großer Pätschsee (Rheinsberg)
Der Große Pätschsee ist ein etwa 50 Hektar großes Stillgewässer im Norden Brandenburgs.

## Geographie
Er gehört zum Rheinsberger Seengebiet und befindet sich innerhalb des Natura 2000 Schutzgebietes Naturparks Stechlin-Ruppiner Land östlich von Kagar bei Rheinsberg im Landkreis Ostprignitz-Ruppin. (FFH 727)

## Geschichte
Der Große Pätschsee war ein ursprünglich ausschließlich durch Niederschläge und Grundwasser gespeistes, nacheiszeitliches Stillgewässer. Erst in den 1980er Jahren wurde er durch den künstlich geschaffenen Möckerngraben zum Fließgewässer. Der Name „Pätschsee“ leitet sich vermutlich vom altslawischen Wort pêsŭkŭ für Sand ab.

## Hydrologie
Die maximale Wassertiefe des Sees, der heute zum Rhin-Havel-Gebiet hin entwässert, beträgt etwa 17,5 Meter.

## Fauna und Flora
Das Gewässer ist umstanden von Rotbuchenbeständen und beherbergt vielfältige schützenswerte Pflanzenarten, insbesondere Kräuter, Algen und Moose. An Fischereibesatz finden sich Aal, Hecht, Karpfen, Barsch, Zander, Plötze und Rotfeder. Darüber hinaus gibt es dort natürliche Vorkommen von Biber, Fischotter, Kammmolch, Moorfrosch, Bitterling, Hirschkäfer, sowie Schnecken- und Amphibienarten.